# Давидов (район Вранов-над-Топлёу)
Давидов (словац. Davidov) — село и одноимённая община в округе Вранов-над-Топлёу Прешовского края Словакии.

## История
В селе есть греко-католическая церковь Вознесения Господа с 1780 году в стиле барокко построена на фундаменте более старого храма и римско-католический костел с 21 века.

## Население
| Год:                | 1994 | 2004    | 2014    | 2024    |
| ------------------- | ---- | ------- | ------- | ------- |
| Количество человек: | 873  | 844     | 798     | 767     |
| Разница:            |      | −3,32 % | −5,45 % | −3,88 % |

Национальный состав населения (по данным последней переписи населения 2001 года):
- словаки — 99,65%
- чехи — 0,23%
- украинцы — 0,12%

Состав населения по принадлежности к религии состоянию на 2001 год:
- греко-католики — 77,48%,
- римо-католики — 20,90%,
- протестанты — 0,81%,
- православные — 0,12%,
- не считают себя верующими или не принадлежат к одной вышеупомянутой церкви - 0,35%